# موازنة الاتحاد الأوروبي

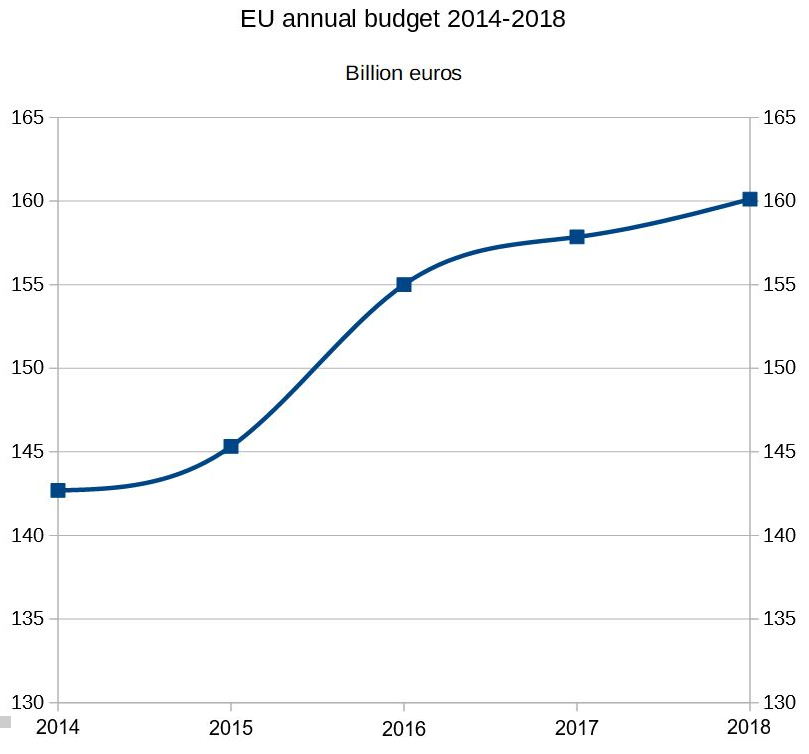
مخطط بياني لإجمالي الموزازنة السنوية للاتحاد الأوروبي بين عامي 2014 و2018.

موازنة الاتحاد الأوروبي هي الموازنة المخصصة لتمويل السياسات المنفذة على مستوى الاتحاد (مثل الزراعة والتنمية الإقليمية والفضاء والشبكات عبر أوروبا والبحث والابتكار والصحة والتعليم والثقافة والهجرة وحماية الحدود والمساعدات الإنسانية).
موازنة الاتحاد الأوروبي هي في الأساس موازنة استثمارية. تمثل حوالي 2٪ من إجمالي الإنفاق العام للاتحاد الأوروبي، وتهدف إلى استكمال الموازنات الوطنية. والغرض منها هو تنفيذ الأولويات التي اتفق عليها جميع أعضاء الاتحاد الأوروبي. إنها توفر قيمة مضافة أوروبية من خلال دعم الإجراءات التي يمكن أن تكون أكثر فاعلية، تماشياً مع مبدأ التبعية والتناسب، من الإجراءات المتخذة على المستوى الوطني أو الإقليمي أو المحلي.
وافق الاتحاد الأوروبي على ميزانية قدرها 165.8 مليار يورو لعام 2019، تمثل حوالي 1٪ من الدخل القومي الإجمالي للاتحاد الأوروبي بدوله الثماني والعشرين. تبلغ موازنة الاتحاد الأوروبي طويلة الأجل 1.082.5 مليار يورو للفترة 2014-2020، وهو ما يمثل 1.02٪ من الدخل القومي الإجمالي للاتحاد الأوروبي بدوله الثماني والعشرين. الميزانية طويلة الأجل، والتي تسمى أيضًا الإطار المالي متعدد السنوات، هي خطة إنفاق طويلة الأجل تسمح للاتحاد الأوروبي بالتخطيط والاستثمار في مشاريع طويلة الأجل.
في البداية، كانت موازنة الاتحاد الأوروبي تستخدم لتمويل الزراعة بشكل أساسي. في الثمانينيات والتسعينيات وسعت الدول الأعضاء والبرلمان الأوروبي نطاق اختصاصات الاتحاد الأوروبي من خلال التغييرات في المعاهدات التأسيسية للاتحاد. وإدراكاً منهم للحاجة إلى دعم السوق الموحدة الجديدة، فقد قاموا بزيادة الموارد المتاحة في إطار الصناديق الهيكلية لدعم التماسك الاقتصادي والاجتماعي والإقليمي. وبالتوازي مع ذلك عزز الاتحاد الأوروبي دوره في مجالات مثل النقل والفضاء والصحة والتعليم والثقافة وحماية المستهلك والبيئة والبحوث والتعاون القضائي والسياسة الخارجية.
منذ عام 2000، تم تعديل ميزانية الاتحاد الأوروبي لتتلاءم مع وصول 13 دولة عضو جديدة ذات أوضاع اجتماعية واقتصادية متنوعة ومن خلال استراتيجيات الاتحاد الأوروبي المتتالية لدعم الوظائف والنمو والإجراءات المعززة لجيل الشباب من خلال مبادرة توظيف الشباب وإيراسمس+. في عام 2015، أنشأ الصندوق الأوروبي للاستثمارات الاستراتيجية، «كما تسمى أيضاً خطة يونكر» التي تسمح بتعزيز الاستثمارات في الاتحاد الأوروبي.
فيما يتعلق بالهجرة، فإنها تمول الإجراءات لتقديم المساعدة الطارئة للدول الأعضاء في الخطوط الأمامية، وحماية الحدود الخارجية، وتساهم في الحد من ضغوط الهجرة من خلال المساعدة المباشرة للبلدان والمجتمعات التي تستضيف اللاجئين، وكذلك من خلال معالجة الأسباب الجذرية للهجرة في مناطق المنشأ الأوسع.
تمول موازنة الاتحاد الأوروبي العمل الخارجي للاتحاد الأوروبي، والذي يسعى إلى تعزيز الديمقراطية والسلام والتضامن والاستقرار والحد من الفقر، من خلال الاستثمار في دول الجوار. كما واكبت الدور المتنامي للاتحاد على الساحة الدولية، كرائد في مكافحة تغير المناخ وكأكبر مانح للمساعدات الإنسانية والتنموية في العالم.
يذهب الجزء الأكبر من موازنة الاتحاد الأوروبي (حوالي 70٪ للفترة 2014-2020) للزراعة والتنمية الإقليمية. خلال الفترة 2014-2020، تم تحديد حصة إنفاق الاتحاد الأوروبي على الزراعة بنسبة 39٪. مقابل إنفاق 70 ٪ على الزراعة في عام 1985. تعود حصة الزراعة الكبيرة نسبياً من موازنة الاتحاد الأوروبي إلى حقيقة أنها السياسة الوحيدة الممولة بالكامل تقريباً من الموازنة المشتركة. وهذا يعني أن إنفاق الاتحاد الأوروبي يحل محل الإنفاق الوطني إلى حد كبير.
تذهب الحصة الثانية من إنفاق الاتحاد الأوروبي إلى التنمية الإقليمية (34٪ للفترة 2014-2020). يعتبر تمويل الاتحاد الأوروبي للتنمية الإقليمية والاجتماعية مصدراً مهماً لمشاريع الاستثمار الرئيسية. في بعض دول الاتحاد الأوروبي التي لديها موارد محدودة بخلاف ذلك، يمول التمويل الأوروبي ما يصل إلى 80٪ من الاستثمار العام. ومع ذلك، فإن الإنفاق الإقليمي للاتحاد الأوروبي لا يساعد فقط المناطق الفقيرة. تستثمر في كل دولة من دول الاتحاد الأوروبي، وتدعم اقتصاد الاتحاد الأوروبي ككل.
يتم تخصيص 6 ٪ من موازنة الاتحاد الأوروبي لإدارة جميع المؤسسات الأوروبية، بما في ذلك رواتب الموظفين والمعاشات التقاعدية والمباني وتكنولوجيا المعلومات وبرامج التدريب والترجمة وتشغيل نظام المدارس الأوروبية ‏ لتوفير التعليم لأطفال الاتحاد الأوروبي العاملين.